# Ветка (посёлок, Гомельская область)
Ветка (бел. Ветка) — посёлок в Морозовичском сельсовете Буда-Кошелёвского района Гомельской области Белоруссии.

## География

### Расположение
В 5 км на юго-восток от районного центра и железнодорожной станции Буда-Кошелёвская (на линии Жлобин — Гомель), 44 км от Гомеля.

## Транспортная сеть
Рядом автодорога Буда-Кошелёво — Уваровичи.
Планировка состоит из дугообразной улицы, ориентированной с юго-востока на северо-запад и застроенной деревянными домами усадебного типа.

## История
Основан в начале XX века переселенцами из соседних деревень. В 1930 году жители посёлка вступили в колхоз. По переписи 1959 года в составе совхоза «Морозовичи» (центр — деревня Морозовичи).

## Население

### Численность
- 2004 год — 47 хозяйств, 86 жителей.

### Динамика
- 1959 год — 147 жителей (согласно переписи).
- 2004 год — 47 хозяйств, 86 жителей.